# Côte de Beaune

Weinbaugebiet Côte de Beaune

Die Côte de Beaune ist der südliche Teil der Côte d’Or, eines Weinanbaugebietes im Burgund. Neben 16 Village-Appellationen finden sich mehr als 350 Premier-Cru-Lagen und acht Grand Crus.
Die Côte de Beaune erstreckt sich über 30 km und beginnt im Norden bei Ladoix-Serrigny. Sie umfasst zunächst die Gemeinden Aloxe-Corton, Pernand-Vergelesses, Chorey-les-Beaune, Savigny-lès-Beaune, Beaune, Pommard, Volnay, Monthelie und Auxey-Duresses. Hier produziert man hauptsächlich Rotwein aus Pinot noir. Meursault sowie Puligny-Montrachet und Chassagne-Montrachet sind berühmt für beste Weißweine aus der Rebsorte Chardonnay. Noch weiter im Süden in den Gemeinden Santenay, Cheilly-lès-Maranges, Dezize-lès-Maranges und Sampigny-lès-Maranges dominieren wieder Rotweine.

## Rebsorten und Weine
Auf einer Fläche von mehr als 4.900 ha werden jährlich rund 200.000 hl Wein produziert. Auf etwa 61 % der Fläche wird Pinot noir angebaut, 38 % entfallen auf Chardonnay. Die Weinberge befinden sich zwischen 220 und 380 m Höhe über dem Meeresspiegel. Die meisten der parzellengenau abgegrenzten Premier-Cru-Lagen sind mit Pinot noir bepflanzt. In den meisten Lagen darf entweder Chardonnay oder Pinot noir angebaut werden, in eher seltenen Fällen sind beide Rebsorten zugelassen.
Die Grand-Cru-Lagen sind jedoch dem Chardonnay vorbehalten, außer im Corton – hier darf auch Pinot noir angebaut werden. Daher ist die Côte de Beaune mehr für ihre Weißweine bekannt, obwohl insgesamt mehr Rotwein als Weißwein produziert wird. Mit einem Anteil von etwa 57 % dominieren die Weißweine auch den Export.
In den regionalen Appellationen werden in geringem Umfang auch die Rebsorten Aligoté (weiß) und Gamay (rot) angebaut.

## Grand-Cru-Lagen
Folgende Lagen der Côte de Beaune sind als Grand Cru eingestuft:
- Bâtard-Montrachet
- Bienvenues-Bâtard-Montrachet
- Charlemagne
- Chevalier-Montrachet
- Corton
- Corton-Charlemagne
- Criots-Bâtard-Montrachet
- Montrachet